# Malia Baker
Malia Baker (Gaborone, Botsuana, 18 de diciembre de 2006) es una actriz canadiense. Sus papeles más destacables incluyen sus papeles principales como Mary Anne Spier en la serie de Netflix The Baby-Sitters Club, Gabby Lewis en la serie de televisión Are You Afraid of the Dark?, y Chloe Charming en la película Descendants: The Rise of Red y su secuela Descendants: Wicked Wonderland.

## Carrera

### 2018–2019: Comienzos
Baker hizo su debut actoral en Hope at Christmas, una película para televisión en la que no estuvo acreditada. Luego tuvo su primer papel televisivo en un episodio de la serie dramática A Million Little Things. En 2019, también tuvo papeles episódicos en las series de televisión The Flash y The Twilight Zone.

### 2020–presente: Primeros papeles relevantes
En 2020, Baker protagonizó en la serie de Netflix The Baby-Sitters Club como Mary Anne Spier, basada en la serie de libros El club de las niñeras. Regresó al papel en la segunda temporada de la serie en 2021, antes de su cancelación. También participó en la segunda temporada de la segunda serie revivida de Are You Afraid of the Dark? de Nickelodeon.
Baker también apareció en la película para televisión de Lifetime Caught in His Web. En 2022 se anunció que fue elegida para protagonizar la película Descendants: The Rise of Red de Disney+, interpretando a Chloe Charming, hija de Cencienta, la cual se estrenaría en 2024.
Ella defendió la novela de Catherine Hernandez Scarborough en la edición de 2022 de Canada Reads. En 2023 prestó su voz para los papeles de Woai y Ahari en el videojuego Avatar: Frontiers of Pandora.
Otros papeles posteriores en películas incluyen sus participaciones en Harvest Moon, What We Hide, y Thena.
Baker también protagonizará el drama independiente Hair of the Bear como Tori, del que también será productora ejecutiva.
En 2025 comenzó las filmaciones de la película Descendants: Wicked Wonderland, retomando su papel de Chloe Charming, la cual se estrenaría en 2026.

## Filmografía

### Películas
| Año  | Título                                     | Papel          | Notas                             | Referencias |
| ---- | ------------------------------------------ | -------------- | --------------------------------- | ----------- |
| 2018 | Hope at Christmas                          | Malia Weir     | sin acreditar                     | [ 19 ]      |
| 2022 | Caught in His Web                          | Olivia         |                                   | [ 9 ]       |
| 2024 | Descendants: The Rise of Red               | Chloe Charming | Papel protagonista                | [ 4 ] [ 5 ] |
| 2024 | Wickedly Sweet: A Descendants Short Story  | Chloe Charming | Cortometraje; Papel de voz        | [ 20 ]      |
| 2025 | What We Hide                               | Alexis         |                                   | [ 16 ]      |
| 2025 | Shuffle of Love: A Descendants Short Story | Chloe Charming | Cortometraje                      | [ 21 ]      |
| 2025 | 12 Hours                                   | Jasmine        | Cortometraje                      |             |
| 2026 | Descendants: Wicked Wonderland             | Chloe Charming | Papel protagonista; en producción | [ 6 ]       |
| —    | Harvest Moon                               | Bella          | posproducción                     | [ 15 ]      |
| —    | Thena                                      | Lotus          | posproducción                     | [ 17 ]      |
| —    | Hair of the Bear                           | Tori           | en producción                     | [ 18 ]      |

### Televisión
| Año       | Título                      | Papel           | Notas                                | Referencias |
| --------- | --------------------------- | --------------- | ------------------------------------ | ----------- |
| 2019      | A Million Little Things     | Niña            | Episodio: "Someday"                  |             |
| 2019      | The Flash                   | Alice Bolen     | Episodio: "Time Bomb"                | [ 8 ]       |
| 2019      | The Twilight Zone           | Joven Anna      | Episodio: "Blurryman"; sin acreditar | [ 9 ]       |
| 2020-2021 | The Baby-Sitters Club       | Mary Anne Spier | Papel principal                      | [ 2 ]       |
| 2021      | Are You Afraid of the Dark? | Gabby Lewis     | Papel principal                      | [ 3 ]       |

### Videojuegos
| Año  | Título                       | Papel | Notas | Referencias |
| ---- | ---------------------------- | ----- | ----- | ----------- |
| 2023 | Avatar: Frontiers of Pandora | Woai  | Voz   | [ 14 ]      |
| 2023 | Avatar: Frontiers of Pandora | Ahari | Voz   | [ 14 ]      |

## Discografía

### Álbumes

#### Bandas sonoras
| Título                       | Detalles                                                                                        |
| ---------------------------- | ----------------------------------------------------------------------------------------------- |
| Descendants: The Rise of Red | - Lanzamiento: 12 de julio de 2024 - Sello: Walt Disney Records - Formato: CD, descarga digital |

### Otras canciones listadas
| Título                    | Año  | Álbum                        |
| ------------------------- | ---- | ---------------------------- |
| "Love Ain't It"           | 2024 | Descendants: The Rise of Red |
| "Fight of Our Lives"      | 2024 | Descendants: The Rise of Red |
| "Life Is Sweeter"         | 2024 | Descendants: The Rise of Red |
| "Get Your Hands Dirty"    | 2024 | Descendants: The Rise of Red |
| "Life Is Sweeter (Remix)" | 2024 | Descendants: The Rise of Red |

## Premios y nominaciones
| Año  | Premio                          | Categoría                                           | Trabajo                                                                                   | Resultado | Ref.   |
| ---- | ------------------------------- | --------------------------------------------------- | ----------------------------------------------------------------------------------------- | --------- | ------ |
| 2022 | Nickelodeon Kids' Choice Awards | Estrella de televisión femenina favorita (Infantil) | The Baby-Sitters Club como Mary Anne Spier & Are You Afraid of the Dark? como Gabby Lewis | Nominada  | [ 23 ] |